# Bölüktepe, Refahiye
Bölüktepe là một xã thuộc huyện Refahiye, tỉnh Erzincan, Thổ Nhĩ Kỳ. Dân số thời điểm năm 2010 là 17 người.